# Fyllit

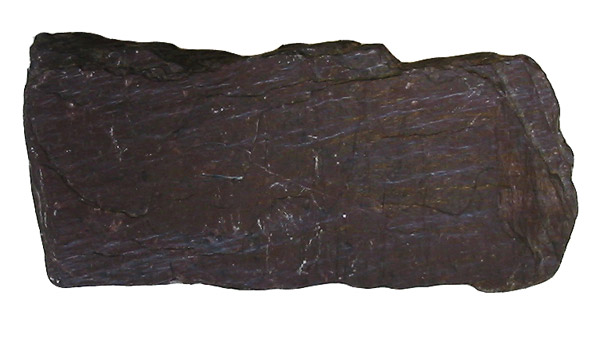
Fyllit

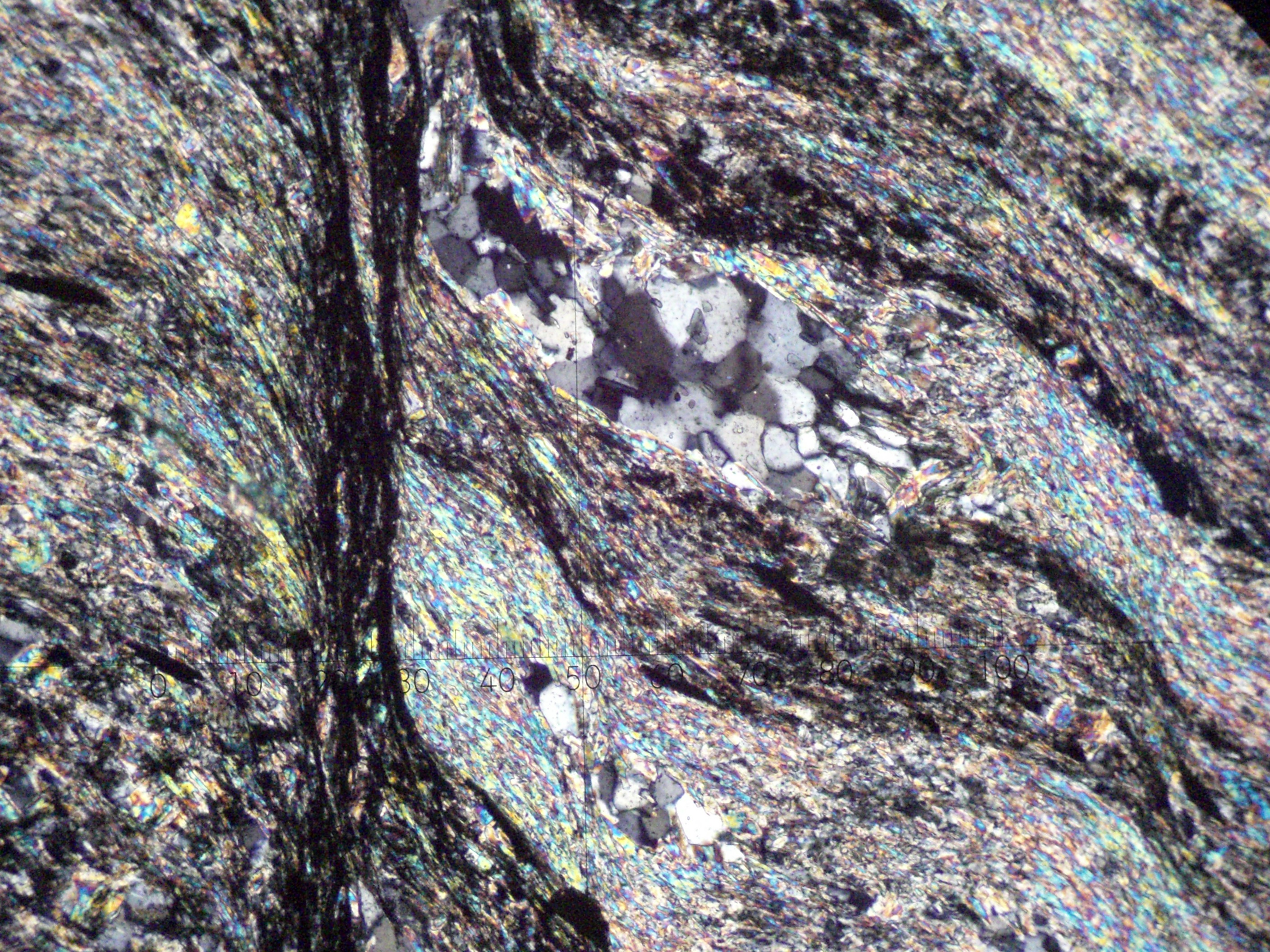

Fyllit – drobnoziarnisty łupek krystaliczny należący do skał metamorficznych. Jest zwykle koloru szarego lub szarozielonego. Składa się głównie z kwarcu i serycytu oraz mniejszych ilości chlorytu, albitu, biotytu i pyłu grafitowego. Struktura może być granolepidoblastyczna, rzadziej granoblastyczna, tekstura jest łupkowa. Występuje tu charakterystyczna podzielność na cienkie płytki z widocznymi warstewkami mikowo-chlorytowymi oraz kwarcowymi lub kwarcowo-skaleniowymi, znaczącymi laminację. Warstewki te często powyginane są w mikrofałdy.
Fyllity powstały w facji zieleńcowej metamorfizmu regionalnego ze skał osadowych i są do nich podobne, ale odznaczają się większą łupkowatością oraz zmienionym składem mineralnym.
W Polsce fyllity występują przede wszystkim w Sudetach oraz w głębokim podłożu północno-wschodniej Polski.